# Томас Худ (математичар)
Томас Худ (1556—1620) био је енглески математичар и лекар, први доцент математике који је именован у Енглеској неколико година пре оснивања Грешам факултета. Објавио је Коперникову теорију и расправљао о суперновој SN 1572. (Тишова Нова). Такође, иновирао је дизајн математичких и астрономских инструмената.

## Биографија
Уписао је Тринити колеџ, Кембриџ 1573. године, на ком је дипломирао 1578. године. Исте године добио је и стипендију. Магистрирао је 1581. године. Кембриџ лиценцу за лекарску праксу добио је 1585. Године 1582. трговац Томас Смите му је тражио часове математике. Предавања су почела 1588. године.
Предавао је од 1588. до 1592. Прва предавања су била у Staples Inn капели, а каснија у Смитовој кући у Лондону. Остали пратиоци предавања су били сер Џон Волстенхолм и Џон Ламли, Први Барон Ламлија; Худ се претплатио Вирџинској Компанији 1589. са којом су његови трговачки инвеститори имали сарадњу. Изворне публикације Худа највероватније су настале из његових белешки за предавања. Сарађивао је са гравером Августином Рајтером на небеским и земаљским картама.
Касније је живео у Abchurch Lane, у Лондону, где је радио као лекар и продавао примерке својих хемисферских графика.

## Дела
- (1588)
- (1590)
- (1590), превод латинског дела Петруса Рамуса,
- Превод аритметике Кристијана Вурстејна (1596)
- (1598).